# 王シェン
王屾（ワン・シェン、1990年4月 - 2009年7月31日）は、中国の男子バスケットボール選手。遼寧省阜新市生まれ。バスケットボール中華人民共和国代表に選ばれていた。
2009年7月31日、白血病が原因で死去。19歳であった。